# (31823) Viète
(31823) Viète est un astéroïde de la ceinture principale.

## Description
(31823) Viète est un astéroïde de la ceinture principale. Il fut découvert le 4 octobre 1999 à Prescott (Arizona) par Paul G. Comba. Il présente une orbite caractérisée par un demi-grand axe de 2,74 UA, une excentricité de 0,36 et une inclinaison de 24,2° par rapport à l'écliptique.
Il fut nommé en l'honneur de François Viète (1540-1603), mathématicien français.

## Compléments